# Nicolas N'Koulou
Nicolas Alexis Julio N'Koulou N'Doubena (Yaoundé, 27. ožujka 1990.) kamerunski je nogometaš koji trenutačno igra za turski klub Amed.

## Vanjske poveznice
- Profil, Soccerway
- Profil, Transfermarkt